# Eugène Mahon de Monaghan
Eugène Mahon de Monaghan (París, 1821-Ibíd., 1868) fue un escritor, periodista y diplomático francés. Fue cónsul de Francia en Luxemburgo, Bolonia y otras ciudades durante el reinado de Napoleón III. Miembro de numerosas academias, fue distinguido como caballero de la Legion de Honor por el gobierno de Francia y con la Orden de San Silvestre por el papa Pío IX.
Entre sus obras más destacadas se cuentan Rome et la Civilisation y L'Église, la Réforme, la philosophie et le socialisme. En 1872 publicó un panegírico a favor de Orélie Antoine de Tounens, que recogió después en su obra L'Araucanie et son roi (1873). Sus Histoires émouvantes (1878), seis novelas amenas y morales, fueron traducidas al castellano como Historias conmovedoras por Eduardo Rivadulla.

## Obras
- Les Rubans. Légende (1840)
- Femmes et fleurs, par Lacoste du Bouig et Eugène Mahon (1841)
- Les voix du coeur (1844)
- Les Vauclusiennes. Album de douze romances (1847)
- Les souvenirs (1850)
- La nuit du 13 septembre (ca. 1850)
- Guillaume-le-Taciturne, prince d'Orange, comte de Nassau, etc. et les Pays-Bas depuis l'abdication de Charles-Quint jusqu'à l'année 1584 (1853)
- Souvenirs de la Champagne, une promenade à Saint-Martin d'Ablois  (1854)
- Heures d'étude, mélanges politiques et littéraires (1858)
- Mémoire sur le port de Liverpool (1858)
- Robert le Frison: chronique frisonne et flamande du XIe siècle (1860)
- Le Prince Conradin, étude dramatique en vers (1861)
- La comédie au coin du feu, études dramatiques (1861)
- Guillaume et Marie, comédie (imitée de Goethe) (1862)
- Rome et la civilisation (1863)
- Études critiques sur l'Angleterre (1863)
- Récits du soir (1863)
- L'Eglise, la Réforme, la philosophie et le socialisme, au point de vue de la civilisation moderne (1864)
- L'Araucanie et son roi (1873)
- Rêves et réalités (1875)
- Histoires émouvantes (1878)
- Les Tribulations de Pompéo (1879)
- Trois nouvelles à reproduire par les journaux ayant traité avec la Société des gens de lettres (1884)
- Le Drame de la rue de Condé (1884)
- Maison à louer, scène de la vie intime (1884)